# Ombre et Obscurité
Ombre et Obscurité – le Soir du Déluge, ou en anglais Shade and Darkness – the Evening of the Deluge, est un tableau du peintre britannique Joseph Mallord William Turner non daté mais exposé en 1843. Cette huile sur toile de format carré représente un cortège d'animaux sous un ciel menaçant le soir du Déluge. Pendant de Lumière et Couleur, cette peinture est également conservée à la Tate Britain, à Londres.